# إدوارد بالمر تومبسون
إدوارد بالمر تومبسون (3 فبراير 1924 - 28 أغسطس 1993) (بالإنجليزية: Edward Palmer Thompson)هو مؤرخ بريطاني، وكاتب، ومفكر اشتراكي، وداعي للسلام. ويشتهر تومبسون بسبب عمله في مجال التاريخ الذي يبحث في الحركات الراديكالية البريطانية في أواخر القرن الثامن عشر وبدايات القرن التاسع عشر، ويُعد كتاب «صنع الطبقة العاملة الإنجليزية» (1963) أشهر ما كتبه في هذا المجال. ونشر تومبسون أيضًا السير الذاتية لشخصيتين وهما وليام موريس (1955) ووليام بليك (1993)، وقد نُشرت الثانية بعد وفاة تومبسون. بالإضافة إلى ذلك، كان لتومبسون إنتاج غزير في فني الصحافة وكتابة المقالات. ونشر تومبسون أيضًا رواية وهي «أوراق سايكاوس»(بالإنجليزية: The Sykaos Papers)، بالإضافة إلى مجموعة أشعار.

## روابط خارجية
- إدوارد بالمر تومبسون على موقع الموسوعة البريطانية (الإنجليزية)
- إدوارد بالمر تومبسون على موقع ميوزك برينز (الإنجليزية)
- إدوارد بالمر تومبسون على موقع إن إن دي بي (الإنجليزية)